# Jean Alard

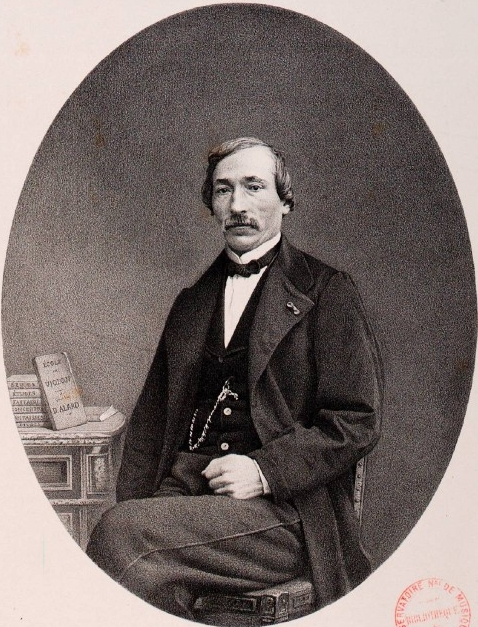
Jean-Delphin Alard

Jean-Delphin Alard (Bayonne, 8 marzo 1815 – Parigi, 22 febbraio 1888) è stato un violinista francese.

## Biografia
Allievo di François-Antoine Habeneck e di François-Joseph Fétis al Conservatoire de Paris, succedette a Pierre Baillot come professore di violino dal 1843 al 1875.
Contemporaneamente iniziò, dal 1831, l'attività di strumentista nell'orchestra dell'Opéra Garnier divenendo premier violon du roi. Napoleone III lo nominò primo violino solista de la Chapelle impériale nel 1858.
Fu un fine pedagogo e Pablo de Sarasate fu uno dei suoi allievi. Realizzò diverse pubblicazioni a sfondo didattico:
- L'École du violon, opera didattica di grande importanza (Paris, 1844),
- Les Maîtres classiques du violon, selezione di classici del XVIII secolo.

Compose anche diversi pezzi di musica fra i quali il Concerto pour violon et orchestre, alcune fantaisies, un quartetto d'archi, alcuni duos pour piano et violon ed alcuni études.
Fu il genero del famoso liutaio Jean Baptiste Vuillaume.